# Championnat d'Irlande du Nord de football 1968-1969
Navigation
Édition précédente Édition suivante
Le 67e Championnat d'Irlande du Nord de football se déroule en 1968-1969. Linfield FC remporte son vingt-huitième titre de champion d’Irlande du Nord. 
Derry City FC est deuxième, Glentoran FC, le double champion en titre, complète le podium. 
Avec 21 buts marqués,  Danny Hale de Derry City FC remporte le titre de meilleur buteur de la compétition.

## Les 12 clubs participants
- Ards FC
- Bangor FC
- Ballymena United
- Cliftonville FC
- Coleraine FC
- Crusaders FC
- Derry City FC
- Distillery FC
- Glenavon FC
- Glentoran FC
- Linfield FC
- Portadown FC

## Compétition

### Classement
Le classement est établi sur le barème de points classique (victoire à 2 points, match nul à 1, défaite à 0).
| Rang | Équipe           | Pts | J  | G  | N | P  | Bp | Bc | Diff |
| ---- | ---------------- | --- | -- | -- | - | -- | -- | -- | ---- |
| 1    | Linfield FC      | 35  | 22 | 17 | 1 | 4  | 61 | 19 | +42  |
| 2    | Derry City FC    | 32  | 22 | 15 | 2 | 5  | 57 | 27 | +30  |
| 3    | Glentoran FC T   | 30  | 22 | 13 | 4 | 5  | 42 | 22 | +20  |
| 4    | Coleraine FC     | 29  | 22 | 13 | 3 | 6  | 43 | 30 | +13  |
| 5    | Ards FC C        | 29  | 22 | 12 | 5 | 5  | 48 | 34 | +14  |
| 6    | Crusaders FC     | 29  | 22 | 12 | 5 | 5  | 47 | 34 | +13  |
| 7    | Ballymena United | 23  | 22 | 9  | 5 | 8  | 48 | 41 | +7   |
| 8    | Distillery FC    | 16  | 22 | 6  | 4 | 12 | 39 | 51 | -12  |
| 9    | Glenavon FC      | 14  | 22 | 6  | 2 | 14 | 32 | 52 | -20  |
| 10   | Bangor FC        | 12  | 22 | 5  | 2 | 15 | 22 | 51 | -29  |
| 11   | Cliftonville FC  | 11  | 22 | 3  | 5 | 14 | 24 | 58 | -34  |
| 12   | Portadown FC     | 4   | 22 | 2  | 0 | 20 | 15 | 59 | -44  |

| Légende : Qualifications et relégations | Légende : Qualifications et relégations                                      |
| --------------------------------------- | ---------------------------------------------------------------------------- |
|                                         | Coupe d'Europe des Clubs champions 1969-1970                                 |
|                                         | Coupe d'Europe des vainqueurs de coupe 1969-1970                             |
|                                         | Coupe d'Europe des villes de foires 1969-1970                                |
|                                         | Relégation en deuxième division                                              |
|                                         | T : Tenant du titre C : Vainqueurs de la Coupe d'Irlande du Nord de football |

## Bilan de la saison
| Tableau d'Honneur                         |             |
| Compétition                               | Vainqueur   |
| Championnat d'Irlande du Nord de football | Linfield FC |
| Coupe d'Irlande du Nord de football       | Ards FC     |

| Promotions et relégations |       |
| Relégués                  | Aucun |
| Promus                    | Aucun |

## Statistiques

### Meilleur buteur
- Danny Hale, Derry City FC 21 buts